# Грубе, Адольф Эдуард
Адо́льф Эдуа́рд Гру́бе (нем. Adolph Eduard Grube; 18 мая 1812, Кёнигсберг — 23 июня 1880, Вроцлав) — немецкий анатом и зоолог.

## Биография
Университетское образование получил в Кёнигсберге, затем путешествовал по Европе, с 1837 года приват-доцент зоологии в Кёнигсберге, в 1844 году перешёл на должность профессора зоологии и сравнительной анатомии в Дерптский университет, а в 1856 году — в университет Бреславля на должность профессора зоологии. В целях изучения морской фауны Грубе неоднократно посещал берега Северного, Средиземного и Адриатического морей. Многочисленные научные работы Грубе касаются преимущественно анатомии и систематики кольчатых червей и ракообразных, анатомии онихофор из рода Peripatus.  В 1861 году описал несколько новых видов пауков Восточной Сибири.

## Публикации
- «Zur Anatomie und Physiologie der Kiemenwürmer» (1838);
- «Die Familie der Anneliden» (1851);
- «Untersuchungen über den Bau von Peripatus Edwardsii» (1853);
- «Annulata Oerstedtiana» (1856—58);
- «Die Insel Lussin und ihre Meeresfauna» (1864);
- «Annulata Semperiana» (1878).